# Irwin Corey
Irwin Corey (New York, 29 juli 1914 - aldaar, 6 februari 2017) was een Amerikaans acteur en komiek.

## Levensloop en carrière
Corey werd geboren in 1914 in een arm gezin in Brooklyn. In 1938 begon hij met stand-upcomedy. Hij creëerde een typetje dat de Professor heette. Corey verscheen ook in films, veelal in komische rollen, onder meer in How to Commit Marriage uit 1969 met Bob Hope, Leslie Nielsen en Jane Wyman. Ook op hogere leeftijd speelde hij nog rollen, zoals in The Curse of the Jade Scorpion. In verschillende films speelde hij zijn typetje, de professor.
In 2011 overleed zijn vrouw Fran, Corey en Fran waren op dat moment 70 jaar gehuwd. Corey overleed op 6 februari 2017 op 102-jarige leeftijd.

## Beknopte filmografie
- 1969: How to Commit Marriage
- 1975: Fore Play
- 1976: Car Wash
- 1996: Jack